# ハッカーズ (書籍)
『ハッカーズ』（英: Hackers: Heroes of the Computer Revolution）は、スティーブン・レビーによるハッカー文化に関する本である。1984年にニューヨークガーデンシティのダブルデイから出版された。レビーは、MITの初期のメインフレームハッカーから、自力で成功したハードウェアハッカーやゲームハッカーまで、ハッカー文化とハッカー倫理を定義した人々、マシン、出来事について説明している。
この本は、1994年に著者による新しいあとがきが付属した版が出版された。2010年には、更新された資料を含む25周年記念版がオライリーから出版された。

## 概要
レビーは、MITのテック鉄道模型クラブ（メンバーは最初のハッカーの一人）から始まるハッキングの歴史の発展をたどる。また、ハッカーとマシンの共生関係から生まれた概念、信念、道徳の集合であるハッカー倫理について説明する。それは、世界の仕組みを理解するためにあらゆる情報を公開し、誰もがアクセスできるようにすること、そして既存の知識を活用して新たな知識を生み出すことであった。

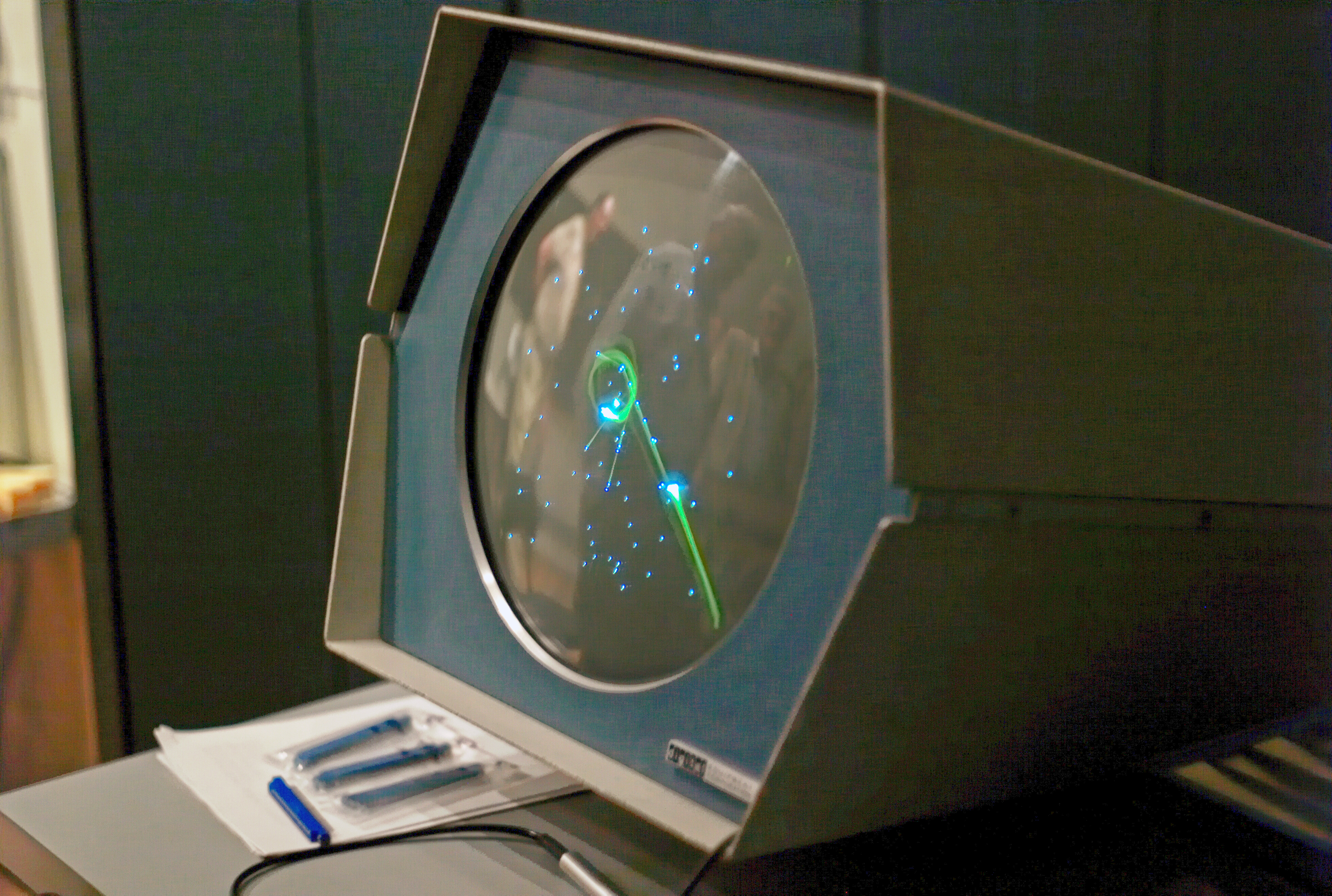
PDP-1で実行されるスペースウォー!

いくつかの章では、1961年9月のスペースウォー!から始まるコンピューターゲームの歴史について論じている。これがOn-Line、ブローダーバンド、Sirius Softwareなどの大手ゲーム会社への道を開いた。
その他のハイライトは次のとおりである。
ジョン・ホートン・コンウェイが作成したシミュレーションであるライフゲームは、1970年にビル・ゴスパーの注目を引いた。
Revolt in 2100：リー・フェルゼンスタインとジュード・ミルホンは、カリフォルニア州バークレーに拠点を置くResource Oneから派生してコミュニティメモリを設立した。ボブ・アルブレヒトと彼のコンピュータ書籍出版会社Dymaxも、若い学生にプログラミングを教えることでコンピュータを普及させた。アルブレヒトはカリフォルニア州メンローパークにPeople's Computer Companyという店舗を設立し、コンピュータの時間とクラスを提供した。
Every Man a God：ニューメキシコ州アルバカーキでエド・ロバーツがMicro Instrumentation and Telemetry Systemsを設立し、わずか397ドルのコンピューターキットであるAltair 8800を開発した。

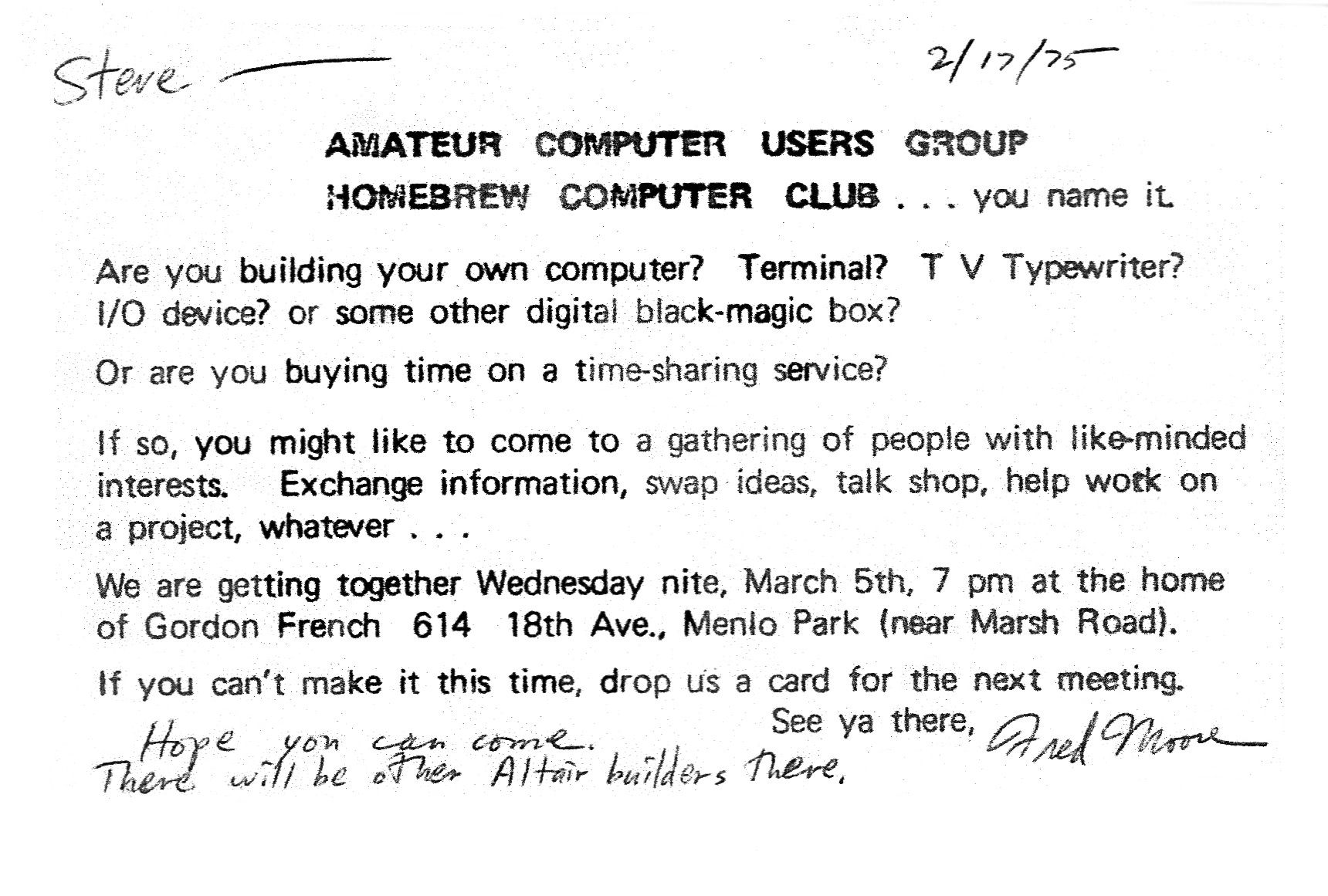
第一回ホームブリュー・コンピュータ・クラブミーティングへの招待

ホームブリュー・コンピュータ・クラブは、フレッド・ムーアとゴードン・フレンチによって、電子工学の愛好家やハッカーが集まり、情報を交換し、自分たちのプロジェクトについて話し合うために設立された。最初の会議は1975年3月5日にゴードンのガレージで行われた。
Tiny BASIC：Altair BASICは、プログラミング言語BASICからAltair 8800が理解できるアセンブリ言語に指示を翻訳するインタプリタであった。これは、当時「Micro-soft」と名乗っていたマイクロソフトの創設者ビル・ゲイツとポール・アレンによって8800専用に開発され、4Kのメモリに収まるように設計された。
さらに、レビーは重要なハッカーの人物像を紹介しており、ジョン・T・ドレーパー、ビル・ゲイツ、リチャード・グリーンブラット、スティーブ・ウォズニアックなどが含まれている。

## 評価
PCMagは、「ハッカーのパーソナリティの本質を捉えてはいるが、機械への欲望に駆られた真のハッカーは、企業の廊下でハックすることに満足することを受け入れていない。また、彼はコンピュータの集合的精神について過度に楽観的であり、それが最終的には勝利すると信じている」と述べている。後の批評では、レビーの本がハッカーの世界が女性やマイノリティを排除していたことを認めていない点が指摘されている。それは意図的ではないが、初期の参加者の文化的偏見によるものであった。